# UniteUp!
UniteUp!（ユナイトアップ）は、ソニー・ミュージックグループが贈る多次元アイドルプロジェクト。
2021年11月10日より開設されたUniteUp!公式YouTubeチャンネルでは、様々なアーティストの楽曲が公開されている。
テレビアニメは第1期が2023年1月から4月まで、第2期が2025年1月から4月までTOKYO MXほかにて放送された。

## 概説
「才能と才能を”Unite up”する」をテーマに、夢を追いかける多種多様なボーカリスト、シンガーソングライターを紹介する多次元音楽プロジェクト。
YouTube概要のコンセプトには「キセキはもう始まっている──今は小さな君の声が、未来の大きな歌を紡ぐ その偶然はやがて必然に その葛藤は未来の喝采に 夢に向かって走り出す 少年たちの狂騒曲  そして、今ここに集ったＵ(キミ)とＵ(キミ)の協奏曲(ものがたり)」と書かれている。

## 登場人物

### PROTOSTAR
歌い手からアイドルへスカウトされて集まった、新人アイドルグループ。
清瀬 明良（きよせ あきら）
声 - 戸谷菊之介
主人公。明るく朗らかで歌が大好きな高校生の少年。年齢は16歳。身長は172cm。体重は57kg。誕生日は7月2日。星座はかに座。血液型はO型。銭湯「菊之湯」の息子。野球をしていた。ヒーローアニメ「クロスファイア」が好き。
直江 万里（なおえ ばんり）
声 - 山口諒太郎
明良のチームメイト。メンバー最年長。明良以上に明るく、ひょうきんで前向き。アイドル好き。年齢は17歳。身長は176cm。体重は59kg。誕生日は3月9日。星座はうお座。血液型はO型。普段はサングラスとマスクで顔を隠していた。
五十鈴川 千紘（いすずがわ ちひろ）
声 - 平井亜門、遠野ひかる（幼少期）
明良のチームメイト。メンバー最年少。冷静沈着で明良や万里よりしっかりした性格。年齢は15歳。身長は168cm。体重は53kg。誕生日は11月16日。星座はさそり座。血液型はA型。実は日本舞踊の家元の長男。

### LEGIT
バックダンサー上がりのダンスヴォーカルグループ。　
高尾 大毅（たかお だいき）
声 - 助川真蔵、竹内恵美子（小学生）
LEGITのリーダー格の高校生。ぶっきらぼうだがダンスへの情熱がある。デビュー前はgroovyプロダクションに所属していた。また、Anelaのバックダンサーを務めつつ、ソロで楽曲を配信することもあった。年齢は16歳。身長は170cm。体重は62kg。誕生日は1月30日。星座はみずがめ座。血液型はO型。
二条 瑛士郎（にじょう えいしろう）
声 - 森蔭晨之介、沖胡伶奈（小学生）
大毅のチームメイト。眼鏡をかけた理知的な性格の高校生。名門高校に通っており、総理大臣を目指している。大毅とは同じダンススクールで小学生の頃からの幼馴染であり、彼と共にAnelaのバックダンサーをしていたことがある。年齢は17歳。身長は179cm。体重は66kg。誕生日は12月5日。星座はいて座。血液型はB型。
東郷 楓雅（とうごう ふうが）
声 - 坂田隆一郎
大毅のチームメイト。メンバー最年長の青年。色っぽくワイルド。モデルとしても活動しつつ、個人名義の音楽活動やAnelaのバックダンサーを経て、大毅や瑛士郎と出会い、2人と共にsMiLeaプロダクションに移籍し、メンバーになった。年齢は20歳。身長は181cm。体重は69kg。誕生日は8月29日。星座はおとめ座。血液型はA型。

### JAXX/JAXX
自分たちで楽曲制作も行うバンドスタイルのアイドルグループ。
春賀 楽翔（はるか がくと）
声 - masa
ヴォーカルを担当で最年少。丈の短いベストにループタイ。音楽を目指して上京した。海外でも活躍をしている。
桂 ほまれ（かつら ほまれ）
声 - 下前祐貴
キーボード担当。髪も目もピンク。料理が得意。
香椎 一澄（かしい いずみ）
声 - 馬越琢己
ドラム担当。最年長で大柄。 黒シャツに金ネックレス。五人中、唯一の楽器（声楽含む）未経験者。
若桜 潤（わかさ じゅん）
声 - 坪倉康晴、高垣彩陽（小学生）
ベース担当。ゲームとアニメ、音楽が好きな省エネ男子。仕事以外はほとんど家から出ない。ペットのハリネズミ・ハリーを大切にしている。“Popping Zoo”の頃から音楽志向が高かった。
森ノ宮 奏太（もりのみや かなた）
声 - 高本学、寿美菜子（小学生）
ギター担当。髪に紫のメッシュ。関西弁で話し、陽気で愉快なことが好き。

### Anela
伝説のアイドル。PROTOSTARの先輩でもある。
大月 凛（おおつき りん）
声 - 斉藤壮馬
groovyプロダクション所属していたAnelaの元メンバー。かつてはアイドルとして絶大な人気を誇っていたが、怪我のため引退せざるを得なくなった。その後sMiLeaプロダクションを設立し、後進アイドルの育成に取り組む。子役出身でプロ意識が高く、努力家な性格だがスマホをいじりながら新人に物事を説明するなど、どこかいい加減な面もある。厳しい一面もあるが根はフレンドリーで、PROTOSTARを筆頭とする所属アイドルたちを大切に思っている。年齢は25歳。身長、体重共に非公表。誕生日は3月30日。星座はおひつじ座。血液型はA型。
辻堂 真音（つじどう まおと）
声 - 中島ヨシキ
凛の相棒。かつてはAnelaとして活動していたが、凛とともに引退した。現在はsMiLeaプロダクション代表。作曲家としても有名で、作詞も可能で事務所のアイドルたちの楽曲制作を担当している。口数が少なく、少し浮世離れしたところがある。凛と音楽以外はあまり眼中になく、適当なところも目立つ。年齢は27歳。身長、体重共に非公表。誕生日は4月15日。星座はおひつじ座。血液型はAB型。

### その他
小川 由和（かっちゃん）
声 - 林大地
明良の幼馴染で大切な存在。恰幅のよい動画投稿者。「菊之湯」のHNで明良の歌唱シーンをネットに上げていた。
sMiLeaプロの凛たちとも面識があり、機材の設営を手伝う。
清瀬 絢花（きよせ あやか）
声 - 倉田雅世
明良の母親で「菊之湯」の女将。味噌汁にパイナップルを入れるなど料理センスが独創的。LEGITの大毅のファン。
清瀬 錦左衛門（きよせ きんざえもん）
声 - 中村大樹
明良の祖父で「菊之湯」の経営者。
タケツノ
声 - 新祐樹
明良の好きなアニメのキャラクター。彼のスマートフォンにも待受け画像として描かれている。
千紘の父
声 - 斉藤次郎
日本舞踊の家元（女形）。自宅で門下の婦人たちに稽古をつけている。日本画も嗜む。
千紘の母
声 - 京花優希
家元夫人。千紘のアイドル活動を陰ながら応援している。
五十鈴川 瑞綺（いすずがわ みずき）
声 - 佐藤元
千紘の弟。
香椎 はな・さき（かしい はな・さき）
声 - 天城サリー
一澄の実家に居る双子の妹。
須恵 晴美（すえ はるみ）
声 - 呉羽藍依
sMiLeaプロのマネージャー。大柄な女性で眼鏡をかけている。Anelaの2人が引退して後身育成に就く際に、一緒についてきた協力者。
京子（きょうこ）
声 - 倉持若菜
sMiLeaプロのダンス教師。

## アップロードされた動画
| アーティスト名 | 楽曲                                   | 公開日         | 出典   |
| -------------- | -------------------------------------- | -------------- | ------ |
| KIKUNOYU       | ハレハレヤ                             | 2021年12月17日 | [ 13 ] |
| はる賀         | クリスマスの魔法がつかえたら           | 2021年12月17日 | [ 14 ] |
| 東郷楓雅       | Party Plan                             | 2021年12月17日 | [ 15 ] |
| はる賀         | IN&OUT                                 | 2021年12月24日 | [ 16 ] |
| 高尾大毅       | igno                                   | 2022年1月14日  | [ 17 ] |
| EVAN           | カタオモイ                             | 2022年1月21日  | [ 18 ] |
| はる賀         | DAYDREAM BELIEVER                      | 2022年2月11日  | [ 19 ] |
| すず           | 春よ、来い                             | 2022年3月4日   | [ 20 ] |
| 二条瑛士郎     | 答え合わせ                             | 2022年3月11日  | [ 21 ] |
| はる賀         | Mayday                                 | 2022年4月8日   | [ 22 ] |
| Anela          | TARGET                                 | 2022年4月22日  | [ 23 ] |
| 東郷楓雅       | Please! Please!                        | 2022年4月29日  | [ 24 ] |
| KIKUNOYU       | サラマンダー                           | 2022年5月13日  | [ 25 ] |
| はる賀         | 好きだから、好きにならないようにするね | 2022年5月27日  | [ 26 ] |
| 高尾大毅       | Don't be afraid                        | 2022年6月10日  | [ 27 ] |
| EVAN           | プロローグ                             | 2022年6月24日  | [ 28 ] |
| はる賀         | SuperStar                              | 2022年7月8日   | [ 29 ] |
| すず           | 若者のすべて                           | 2022年8月5日   | [ 30 ] |
| 二条瑛士郎     | good time                              | 2022年8月26日  | [ 31 ] |

## テレビアニメ
第1期は2023年1月から4月までTOKYO MXほかにて放送された。
2023年7月には第2期の制作が決定した。2025年1月から4月まで『UniteUp! -Uni:Birth-』（ユナイトアップ ユニバース）のタイトルで放送された。

### スタッフ
|                              | 第1期                                                  | 第2期                                                  |
| ---------------------------- | ------------------------------------------------------ | ------------------------------------------------------ |
| 原作                         | Project UniteUp!                                       | Project UniteUp!                                       |
| 監督                         | 牛嶋新一郎                                             | 牛嶋新一郎                                             |
| シリーズ構成                 | 山崎莉乃                                               | Teamきずにゃ                                           |
| キャラクターデザイン         | まじろ                                                 | まじろ                                                 |
| アクションディレクター       | 石上ひろ美                                             | 石上ひろ美                                             |
| 美術監督                     | 三宅昌和                                               | 山梨絵里                                               |
| 美術設定                     | 佐南友理                                               | 友野加世子、乗末美穂、大久保修一                       |
| 色彩設計                     | 中島和子                                               | 山口舞                                                 |
| 撮影監督                     | 長瀬由起子                                             | 姫野めぐみ                                             |
| 3DCG                         | 株式会社5                                              | 亡霊工房                                               |
| 編集                         | 三嶋章紀                                               | 三嶋章紀                                               |
| 音楽                         | 林ゆうき                                               | 林ゆうき                                               |
| 音楽                         | N/A                                                    | 近谷直之                                               |
| 音楽制作                     | ソニー・ミュージックレーベルズ、アニプレックス         | ソニー・ミュージックレーベルズ、アニプレックス         |
| 劇伴音楽制作                 | 山内真治                                               | 山内真治                                               |
| チーフプロデューサー         | 三宅将典                                               | 三宅将典                                               |
| プロデューサー               | 瓜生恭子                                               | 瓜生恭子                                               |
| アニメーションプロデューサー | 波田野瞬                                               | 羽田吉儀                                               |
| 制作                         | CloverWorks                                            | CloverWorks                                            |
| 製作                         | アニプレックス、ソニー・ミュージックエンタテインメント | アニプレックス、ソニー・ミュージックエンタテインメント |
| 製作                         | N/A                                                    | CloverWorks                                            |

### 主題歌

#### オープニングテーマ
「Unite up!」
UniteUp!による第1期オープニングテーマ。作詞は金丸佳史、伊藤緑、作曲は南田健吾、編曲は玉井健二、南田健吾。第12話ではエンディングテーマと挿入歌に使用された。

#### エンディングテーマ
第1期
「いいの」
KIKUNOYUによる第1話エンディングテーマ。作詞・作曲・編曲はChinozo。
「吠えろ！クロスファイヤー（PROTOSTAR ver.）」
PROTOSTARによる第2話エンディングテーマ。作詞・作曲・編曲は園田健太郎。
「FIRE」
LEGITによる第4話エンディングテーマ。作詞・編曲はKENTZ、作曲はKENTZとPhoenix Storm。
「希望の声」
Anelaによる第5話エンディングテーマ。作詞はYU-Gとnobara kaede、作曲・編曲はh-wonder。
「トリプレット」
PROTOSTARによる第7話エンディングテーマ。作詞・作曲・編曲は幕須介人。
「A.P.P.L.E.」
JAXX/JAXXによる第8話エンディングテーマ。作詞・作曲は熊谷和海、編曲は熊谷和海と岸田勇気。
「call」
高尾大毅による第10話エンディングテーマ。作詞は早川知輝。作曲・編曲はMONJOE。
「ユメノトビラ」
清瀬明良×高尾大毅×春賀楽翔による第11話エンディングテーマ。作詞・作曲は金丸佳史。編曲は玉井健と大西省吾。

#### 挿入歌
第1期
「TARGET」
Anelaによる第1話および第9話挿入歌。作詞はYU-G、作曲・編曲はh-wonder。
「吠えろ！クロスファイヤー」
FLOWによる第1話および第3話挿入歌。
第8.5話ではKEIGO & KOHSHI from FLOWによるものが使用された。
「FIRE」
LEGITによる第1話および第5話、第8.5話、第10話挿入歌。
「Partition」
EVANによる第2話挿入歌。作詞・作曲は山本加津彦、編曲はURU。
「ゆめゆくの」
すずによる第2話挿入歌。作詞・作曲は山本加津彦、編曲はURU。
「ON MY WAY」
LEGITによる第3話および第8.5話、第10話挿入歌。作詞はKENTZとHiro Watanabe、作曲はKENTZとPhoenix Storm、編曲はKENTZ。
「YOU」
PROTOSTARによる第6話および第7話、第8.5話挿入歌。作詞はYU-G、作曲はYU-GとSHIBU、編曲はSHIBU。
「STORM’s EYE」
JAXX/JAXXによる第9話および第10話挿入歌。作詞・作曲は熊谷和海、編曲は熊谷和海と岸田勇気。
「Break border」
Anelaによる第11話および第12話挿入歌。作詞はYU-G、作曲・編曲はVell。
「THE DAY」
LEGITによる第12話挿入歌。作詞・作曲・編曲はMONJOE。
「SuperStar」
JAXX/JAXXによる第12話挿入歌。作詞・作曲は春賀楽翔、編曲は江口亮。
「星瞬My wish!」
PROTOSTARによる第12話挿入歌。作詞は山崎あおい、作曲・編曲は三好啓太。

### 各話リスト
| 話数                 | サブタイトル           | 脚本                | 絵コンテ                                                          | 演出                                                                  | 作画監督 | 総作画監督                       | 初放送日       |       |       |       |       |       |       |       |       |       |       |       |       |       |       |       |       |       |
| 第1期                | 第1期                  | 第1期               | 第1期                                                             | 第1期                                                                 | 第1期 | 第1期                            | 第1期          | 第1期 | 第1期 | 第1期 | 第1期 | 第1期 | 第1期 | 第1期 | 第1期 | 第1期 | 第1期 | 第1期 | 第1期 | 第1期 | 第1期 | 第1期 | 第1期 | 第1期 |
| -------------------- | ---------------------- | ------------------- | ----------------------------------------------------------------- | --------------------------------------------------------------------- | --- | -------------------------------- | -------------- | ----- | ----- | ----- | ----- | ----- | ----- | ----- | ----- | ----- | ----- | ----- | ----- | ----- | ----- | ----- | ----- | ----- |
| #1                   | アイドルしないと       | 山崎莉乃            | 牛嶋新一郎                                                        | 牛嶋新一郎                                                            | 山名秀和 加藤明日美 長谷川友香 喜友名陽 | まじろ                           | 2023年 1月7日  |       |       |       |       |       |       |       |       |       |       |       |       |       |       |       |       |       |
| #2                   | 歌ってみないと         | 山崎莉乃            | 都築遥                                                            | 都築遥                                                                | 水谷汐里 都築遥 野々下いおり 木村都彦 村井夏織 金到暎 前原薫 渡辺一平太 遠藤里蘭 藤彩七 浜友里恵                                                                    | 浜友里恵 まじろ 小松麻美         | 1月14日        |       |       |       |       |       |       |       |       |       |       |       |       |       |       |       |       |       |
| #3                   | ぶつかり合わないと     | 加藤穂乃伽          | 伊福覚志                                                          | 伊福覚志                                                              | 野々下いおり 駒本藍子 渡辺浩二 村井夏織 水谷汐里 戸沢東 | 野々下いおり 石上ひろ美 小松麻美 | 1月21日        |       |       |       |       |       |       |       |       |       |       |       |       |       |       |       |       |       |
| #4                   | 成功させないと         | 山崎莉乃            | 高橋順                                                            | 高橋順                                                                | 澤井真紀 井本由紀 山口智 清澤唯人 渡辺浩二 髙田晃 水谷汐里 江島あかり 遠藤里蘭 川本和孝 藤彩七 渡辺一平太 tofu                                                      | まじろ PSD Delivery              | 2月11日        |       |       |       |       |       |       |       |       |       |       |       |       |       |       |       |       |       |
| #5                   | 立ち上がらないと       | 加藤穂乃伽          | 外川慶                                                            | 向山鶴美                                                              | YUKI SAI STUDIO MASSKET | 野々下いおり                     | 2月18日        |       |       |       |       |       |       |       |       |       |       |       |       |       |       |       |       |       |
| #6                   | 伝えないと             | 山崎莉乃            | 山本陽介                                                          | 山本陽介                                                              | 村井夏織 あみわたる 米澤彩織 河合拓也 木村都彦 水谷汐里 澤井真紀 稲垣まなみ 戸沢東 田中裕介 江島あかり 遠藤里蘭 川本和孝 齋花 藤彩七 渡辺一平太                     | まじろ PSD Delivery              | 2月25日        |       |       |       |       |       |       |       |       |       |       |       |       |       |       |       |       |       |
| #7                   | 向き合わないと         | 加藤穂乃伽          | 倉田綾子                                                          | 倉田綾子                                                              | 野々下いおり 山口智 田中光輝 井戸田あかね 田中裕介 河合拓也 モリタユーシ 村井夏織 Limeros 吉永剛 倉田綾子 tofu 齋花 等々力美穂 渡辺一平太                           | 野々下いおり                     | 3月4日         |       |       |       |       |       |       |       |       |       |       |       |       |       |       |       |       |       |
| #8                   | 外さないと             | 山崎莉乃            | 許平康                                                            | 長岡義孝                                                              | 和泉百香 陽本百香 山本恭平 佐野勝 中島達也 二宮奈那子 中尾彩香 西道拓哉 東郷芳宏 十三 戸沢東 水谷汐里 田中裕介                                                      | まじろ PSD Delivery 野々下いおり | 3月11日        |       |       |       |       |       |       |       |       |       |       |       |       |       |       |       |       |       |
| #8.5                 | 振り返らないと         | 山崎莉乃 加藤穂乃伽 | 牛嶋新一郎 都築遥 伊福覚志 高橋順 外川慶 山本陽介 倉田綾子 許平康 | 牛嶋新一郎 都築遥 伊福覚志 高橋順 向山鶴美 山本陽介 倉田綾子 長岡義孝 | - | -                                | 3月18日        |       |       |       |       |       |       |       |       |       |       |       |       |       |       |       |       |       |
| #9                   | 翔ばないと             | 加藤穂乃伽          | 三浦貴博                                                          | 大橋一輝                                                              | 水谷汐里 赤津佳織 柳瀬譲二 前原薫 吉岡勝 金到瑛 渡辺浩二 tobira 奥野倫史 江島あかり 遠藤里蘭 懸田扇子 川本和孝 高橋茉奈 竹内寛 中川実 秦相子 藤彩七 森泉亜矢子 tofu | 野々下いおり まじろ              | 3月25日        |       |       |       |       |       |       |       |       |       |       |       |       |       |       |       |       |       |
| #10                  | 選ばないと             | 山崎莉乃            | 高橋順                                                            | 高橋順                                                                | 井戸田あかね 山中正博 田中光輝 林あすか Limeros 小谷ひとみ | まじろ PSD Delivery              | 4月1日         |       |       |       |       |       |       |       |       |       |       |       |       |       |       |       |       |       |
| #11                  | 信じないと             | 山崎莉乃            | 上田慎一郎                                                        | 上田慎一郎                                                            | 長谷川友香 加藤明日美 前澤弘美 黒岩裕美 | 山名秀和 野々下いおり            | 4月8日         |       |       |       |       |       |       |       |       |       |       |       |       |       |       |       |       |       |
| #12                  | 繋がらないと           | 加藤穂乃伽          | 牛嶋新一郎 児玉亮                                                 | 児玉亮                                                                | 木村都彦 村井夏織 米澤彩織 金到暎 稲垣まなみ 水谷汐里 赤津佳織 河合拓也                                                                                             | まじろ 野々下いおり PSD Delivery | 4月15日        |       |       |       |       |       |       |       |       |       |       |       |       |       |       |       |       |       |
| 第2期『-Uni:Birth-』 |                        |                     |                                                                   |                                                                       | |                                  |                |       |       |       |       |       |       |       |       |       |       |       |       |       |       |       |       |       |
| #1                   | もっとアイドルしないと | 枦山大              | 牛嶋新一郎                                                        | 松井健人                                                              | 直木祥子 | 黒岩裕美                         | 2025年 1月11日 |       |       |       |       |       |       |       |       |       |       |       |       |       |       |       |       |       |
| #2                   | 決めないと             | 鈴森ゆみ            | 別所誠人                                                          | 板庇迪                                                                | 長谷川友香 渡辺浩二 水谷汐里 大野勉 | 山名秀和                         | 1月18日        |       |       |       |       |       |       |       |       |       |       |       |       |       |       |       |       |       |
| #3                   | 証明しないと           | 鈴森ゆみ            | 伊藤智彦                                                          | 板庇迪 渡部弘子                                                       | 山名秀和 加藤明日美 渡部弘子 | 山名秀和                         | 1月25日        |       |       |       |       |       |       |       |       |       |       |       |       |       |       |       |       |       |
| #4                   | 里帰りしないと         | 平林佐和子          | 西澤晋                                                            | 佐々木守                                                              | 彭佩琦 前澤弘美 | 黒岩裕美                         | 2月1日         |       |       |       |       |       |       |       |       |       |       |       |       |       |       |       |       |       |
| #5                   | 見つめないと           | 関根アユミ          | ところともかず                                                    | 朝火凌                                                                | 田角麻奈美 渡辺浩二 加藤明日美 前澤弘美 曽海鷹 | 山名秀和                         | 2月8日         |       |       |       |       |       |       |       |       |       |       |       |       |       |       |       |       |       |
| #6                   | 見つけないと           | 関根アユミ          | 牛嶋新一郎 西澤晋                                                 | 深瀬重                                                                | 曾海鹰 柴田健児 下田功一 晴牧 田角麻奈美 水谷汐里 渡辺浩二 冨永詠一 彭佩琦 長谷川友香 郭書夢 汪雨冲 文健堃 郭蓉 付航                                                | 直木祥子                         | 2月15日        |       |       |       |       |       |       |       |       |       |       |       |       |       |       |       |       |       |
| #7                   | 立ち向かわないと       | 鈴森ゆみ            | 岩畑剛一                                                          | 佐藤貴史                                                              | 高橋こう平 澤田博範 黒岩裕美 直木祥子 渡部弘子 長谷川友香 | -                                | 2月22日        |       |       |       |       |       |       |       |       |       |       |       |       |       |       |       |       |       |
| #8                   | 受け止めないと         | 平林佐和子          | 牛嶋新一郎 西澤晋                                                 | 板庇迪                                                                | 渡辺浩二 田角麻奈美 | 山名秀和                         | 3月8日         |       |       |       |       |       |       |       |       |       |       |       |       |       |       |       |       |       |
| #9                   | 挑まないと             | 平林佐和子          | 伊藤智彦                                                          | 松井健人                                                              | 彭佩琦 渡部弘子 長谷川友香 柴田健児 Fincrossed studio Studio Bus 寧波麦冬映画 世唯动漫设计（天津）有限公司                                                          | 彭佩琦 直木祥子                  | 3月15日        |       |       |       |       |       |       |       |       |       |       |       |       |       |       |       |       |       |
| #10                  | ホラーナイト           | 関根アユミ          | 西澤晋 牛嶋新一郎                                                 | 山中祥平                                                              | 長谷川友香 曾海鹰 晴牧 黒岩裕美 加藤明日美 田角麻奈美 陳力浩 | 直木祥子 彭佩琦                  | 3月29日        |       |       |       |       |       |       |       |       |       |       |       |       |       |       |       |       |       |
| #11                  | 笑顔にしないと         | 鈴森ゆみ            | 岩畑剛一                                                          | 江島泰男                                                              | Studio Bus | 山名秀和                         | 4月6日         |       |       |       |       |       |       |       |       |       |       |       |       |       |       |       |       |       |
| #12                  | 結ばないと             | 平林佐和子          | 岩畑剛一 牛嶋新一郎                                               | 劉喆 林映辰 朝火凌 牛嶋新一郎                                         | 張丹妮 曾海鹰 吴昊 金承旭 岳明锋 | 彭佩琦 直木祥子                  | 4月6日         |       |       |       |       |       |       |       |       |       |       |       |       |       |       |       |       |       |

### 放送局
| 放送期間 | 放送時間                     | 放送局       | 対象地域   | 備考                    |
| --- | ---------------------------- | ------------ | ---------- | ----------------------- |
| 2023年1月7日 - 4月8日 | 土曜 23:30 - 日曜 0:00       | TOKYO MX     | 東京都     |                         |
| |                              | とちぎテレビ | 栃木県     |                         |
| |                              | 群馬テレビ   | 群馬県     |                         |
| |                              | BS11         | 日本全域   | BS放送 / 『ANIME+』枠   |
| 2023年1月8日 - 4月2日 | 日曜 2:30 - 3:00（土曜深夜） | 北海道テレビ | 北海道     |                         |
| | 日曜 3:08 - 3:38（土曜深夜） | 毎日放送     | 近畿広域圏 | 『アニメシャワー』第3部 |
| 2023年1月9日 - 4月3日 | 月曜 1:50 - 2:20（日曜深夜） | 福岡放送     | 福岡県     |                         |
| 2023年1月13日 - 4月7日 | 金曜 2:15 - 2:45（木曜深夜） | メ〜テレ     | 中京広域圏 |                         |
| TOKYO MX、とちぎテレビ、群馬テレビ、BS11では第11話までが、北海道テレビ、毎日放送、福岡放送、メ〜テレでは第10話までが上記の時間帯で放送された。 |                              |              |            |                         |

| 配信開始日   | 配信時間                   | 配信サイト |
| ------------ | -------------------------- | --- |
| 2023年1月8日 | 日曜 12:00 更新            | DMM TV ABEMAプレミアム バンダイチャンネル dアニメストア （本店・for Prime Video） FOD GYAO! Hulu MBS動画イズム music.jp ニコニコチャンネル Amazon Prime Video TVer U-NEXT アニメ放題 ビデオマーケット |
| 2023年1月9日 | 月曜 0:00（日曜深夜） 更新 | TELASA J:COMオンデマンド auスマートパスプレミアム milplus見放題パックプライム |
|              | 月曜 21:00 - 21:30         | ニコニコ生放送 |

| 放送期間                | 放送時間                     | 放送局       | 対象地域   | 備考    |
| ----------------------- | ---------------------------- | ------------ | ---------- | ------- |
| 2023年4月10日 - 4月17日 | 月曜 2:20 - 2:50（日曜深夜） | 福岡放送     | 福岡県     |         |
| 2023年4月14日 - 4月21日 | 金曜 2:15 - 2:45（木曜深夜） | メ〜テレ     | 中京広域圏 |         |
| 2023年4月15日           | 土曜 20:30 - 21:00           | TOKYO MX     | 東京都     |         |
|                         |                              | とちぎテレビ | 栃木県     |         |
| 2023年4月15日 - 4月22日 | 日曜 2:15 - 2:45（土曜深夜） | 北海道テレビ | 北海道     |         |
| 2023年4月16日           | 日曜 19:30 - 20:00           | BS11         | 日本全域   | BS放送  |
|                         | 日曜 20:30 - 21:00           | 群馬テレビ   | 群馬県     |         |
| 2023年4月17日           | 月曜 3:25 - 4:25（日曜深夜） | 毎日放送     | 近畿広域圏 | 2話連続 |

| 放送期間                | 放送時間                    | 放送局       | 対象地域   | 備考                    |
| ----------------------- | --------------------------- | ------------ | ---------- | ----------------------- |
| 2025年1月11日 - 4月6日  | 土曜 23:30 - 日曜 0:00      | TOKYO MX     | 東京都     |                         |
|                         |                             | とちぎテレビ | 栃木県     |                         |
|                         |                             | 群馬テレビ   | 群馬県     |                         |
|                         |                             | BS11         | 日本全域   | BS放送 / 『ANIME+』枠   |
| 2025年1月12日 - 4月13日 | 日曜 2:30 - 3:00 (土曜深夜) | 北海道テレビ | 北海道     | 『アニメな時間』枠      |
|                         | 日曜 3:08 - 3:38 (土曜深夜) | 毎日放送     | 近畿広域圏 | 『アニメシャワー』第3部 |
| 2025年1月13日 - 4月14日 | 月曜 1:50 - 2:20 (日曜深夜) | 福岡放送     | 福岡県     |                         |
| 2025年1月17日 - 4月18日 | 金曜 2:00 - 2:30 (木曜深夜) | メ〜テレ     | 中京広域圏 |                         |

| 配信開始日    | 配信時間                   | 配信サイト |
| ------------- | -------------------------- | --- |
| 2025年1月12日 | 日曜 0:00（土曜深夜） 更新 | DMM TV ABEMA dアニメストア MBS動画イズム Amazon Prime Video TVer TELASA J:COMオンデマンド auスマートパスプレミアム milplus見放題パックプライム |

### BD / DVD
| 巻 | 発売日        | 収録話          | 規格品番      | 規格品番      |
| 巻 | 発売日        | 収録話          | BD限定版      | DVD限定版     |
| -- | ------------- | --------------- | ------------- | ------------- |
| 1  | 2023年4月19日 | 第1話 - 第2話   | ANZX-15431/2  | ANZB-15431/2  |
| 2  | 2023年5月24日 | 第3話 - 第4話   | ANZX-15433/4  | ANZB-15433/4  |
| 3  | 2023年6月28日 | 第5話 - 第6話   | ANZX-15435/6  | ANZB-15435/6  |
| 4  | 2023年7月26日 | 第7話 - 第8話   | ANZX-15437/8  | ANZB-15437/8  |
| 5  | 2023年8月30日 | 第9話 - 第10話  | ANZX-15439/40 | ANZB-15439/40 |
| 6  | 2023年9月27日 | 第11話 - 第12話 | ANZX-15441/2  | ANZB-15441/2  |

| 巻 | 発売日           | 収録話          | 規格品番      | 規格品番      |
| 巻 | 発売日           | 収録話          | BD限定版      | DVD限定版     |
| -- | ---------------- | --------------- | ------------- | ------------- |
| 1  | 2025年4月9日     | 第1話 - 第2話   | ANZX-17641/2  | ANZB-17641/2  |
| 2  | 2025年5月14日    | 第3話 - 第4話   | ANZX-17643/4  | ANZB-17643/4  |
| 3  | 2025年6月4日     | 第5話 - 第6話   | ANZX-17645/6  | ANZB-17645/6  |
| 4  | 2025年7月2日     | 第7話 - 第8話   | ANZX-17647/8  | ANZB-17647/8  |
| 5  | 2025年8月6日     | 第9話 - 第10話  | ANZX-17649/50 | ANZB-17649/50 |
| 6  | 2025年9月3日予定 | 第11話 - 第12話 | ANZX-17651/2  | ANZB-17651/2  |

## ラジオ番組
FM大阪にて2023年2月・3月中の期間限定で『UniteUp!とラジオしないと』を放送。

## 漫画
comicブースト（幻冬舎コミックス）にて2023年11月24日から2025年1月10日まで『ゆゆこみ ～UniteUp! the comic～』が連載された。原作・監修：Project UniteUp!、漫画：あおいれびん。
- あおいれびん（漫画）・Project UniteUp!（原作・監修） 『ゆゆこみ 〜UniteUp! the comic〜』 幻冬舎コミックス〈バーズコミックス〉、全2巻
  1. 2024年10月24日発売[45]、ISBN 978-4-344-85493-2
  2. 2025年1月23日発売[46]、ISBN 978-4-344-85537-3